# Mouzinho
Mouzinho (Maliana, Timor Oriental; 26 de junio de 2002) es un futbolista de Timor Oriental que juega en la posición de delantero centro con el FK Igalo 1929 de la Segunda División de Montenegro desde el año 2025.

## Carrera

### Club
| Periodo   | Club                   |
| --------- | ---------------------- |
| 2017–2019 | SLB Laulara            |
| 2020–2021 | Boavista TL            |
| 2021–2022 | SLB Laulara            |
| 2022      | Angkor Tiger FC        |
| 2023–2024 | Visakha FC             |
| 2023      | → SLB Laulara (cedido) |
| 2025–     | FK Igalo 1929          |

### Selección nacional
Ha estado en el proceso de selecciones nacionales de Timor Oriental desde la categoría sub-19, con las que llegó a participar en los Juegos del Sudeste Asiático de 2021 y 2023, y en el Campeonato Sub-23 de la ASEAN de 2022. Debutó con Timor Oriental el 7 de junio de 2019 en la derrota por 1-7 ante Malasia por la clasificación de AFC para la Copa Mundial de Fútbol de 2022 y su primer gol internacional lo anotó el 28 de mayo de 2022 en la derrota por 1-2 ante Camboya en un partido amistoso en Nom Pen.

## Logros
- Goleador de la Copa FFTL en 2020 (14 goles).[2]
- Goleador del Campeonato Sub-19 de la AFF en 2019 (6 goles).
- Equipo Ideal del Campeonato Sub-23 de la ASEAN en 2022.